# Lista războaielor în care a fost implicat Azerbaidjanul
Aceasta este o listă a războaielor și conflictelor din epoca modernă în care a fost implicat Azerbaidjanul.
| Conflict                                           | Combatant 1                                               | Combatant 2                                                        | Rezultat                                                                      |
| Republica Democratică Azerbaidjan (1918–1920)      | Republica Democratică Azerbaidjan (1918–1920)             | Republica Democratică Azerbaidjan (1918–1920)                      | Republica Democratică Azerbaidjan (1918–1920)                                 |
| -------------------------------------------------- | --------------------------------------------------------- | ------------------------------------------------------------------ | ----------------------------------------------------------------------------- |
| Războiul dintre Armenia și Azerbaidjan (1918–1920) | Azerbaidjan · Imperiul Otoman RSS Azerbaidjan · RSFS Rusă | Armenia · Armenia Montană · Regatul Unit · Dictatura Centrocaspică | Victorie sovietică - Disputa Karabahului tranșată în favoarea Azerbaidjanului |
| Invazia sovietică a Azerbaidjanului (1920)         | Azerbaidjan                                               | RSFS Rusă · Bolșevici azeri                                        | Înfrângere - Răsturnarea guvernului RDA                                       |
| Revolta de la Ganja (1920)                         | RSFS Rusă · RSS Azerbaidjan                               | Rebeli                                                             | Victorie bolșevică - Înfrângerea rebelilor                                    |
| Republica Azerbaidjan (1991–)                      |                                                           |                                                                    |                                                                               |
| Războiul din Nagorno-Karabah (1988–1994)           | Azerbaidjan Hezb-e Islami Militanți ceceni                | Nagorno-Karabah · Armenia                                          | Înfrângere - Independența Nagorno-Karabahului                                 |
| Războiul de patru zile (2016)                      | Azerbaidjan                                               | Nagorno-Karabah · Armenia                                          | Disputat - Azerbaidjanul a ocupat 800–2.000 de hectare de teren               |

## Misiuni de menținere a păcii
| Misiune | Început | Sfârșit        | Localizare  | Efective (maxim) |
| ------- | ------- | -------------- | ----------- | ---------------- |
| KFOR    | 1999    | 2008           | Kosovo      | 34               |
| MNF-I   | 2003    | 2008           | Irak        | 250              |
| ISAF    | 2008    | În desfășurare | Afghanistan | 94               |